# アルベルト・ルス
アルベルト・ルス（Alberto Ruz、Alberto Ruz Lhuillier、1906年1月27日 - 1979年8月25日）は、メソアメリカの研究で広く知られた、メキシコの考古学者。マヤ文明の研究者として知られる。
フランスのパリ出身。キューバ人の父とフランス人の母との間に生まれる。フィデル・カストロはいとこ。キューバ・ハバナのカレッジを卒業。1936年にメキシコに移り住み、そこで市民権を得た。
1945年にパレンケ遺跡の発掘を開始し、1948年に碑文の神殿の下に隠されていたキニチ・ハナーブ・パカル1世（パカル大王）の墓の入口を発見。1952年に遂に大王の棺と遺体を発見した（発掘は1958年まで続けられた）。
ルスはメキシコ国立自治大学にマヤ文化研究室を設け、1961年に学術雑誌『Estudios de Cultura Maya』を創刊した。
1979年にカナダのモントリオールで死去。73歳没。メキシコ政府はルスの功績をたたえるため、パレンケ遺跡の前に彼の墓を建てることを許可した。

## 文献資料
- NHK 世界遺産の旅  【古代都市パレンケと国立公園】』
- 『世界遺産極める55』 P.88 - 世界遺産を旅する会 ISBN 4094171843